# Hubert Krewinkel
Hubert Krewinkel (* 10. März 1844 in Breinig im Landkreis Aachen (heute Stolberg (Rhld.) in der Städteregion Aachen); † 11. März 1898 in Aachen) war Vorsitzender der Aachener Sozialdemokraten zur Zeit des Sozialistengesetzes (1878–1890).
Krewinkel erlernte das Drechslerhandwerk und eröffnete als Drechslermeister im Aachener Stadtbezirk „Büchel“ eine eigene Werkstatt. Er fand schon früh Zugang zu sozialdemokratischem und sozialistischem Gedankengut, die Arbeiterbildung lag ihm besonders am Herzen.

## Politische Betätigung zur Zeit der Sozialistengesetze
Zur Zeit der von Bismarck eingeführten Sozialistengesetze führte er die Sozialdemokratische Bewegung in der Region Aachen. Aus dieser Zeit erhielt er den von Freunden und Feinden gleichermaßen genutzten Spitznamen „Parteipapst“. Als Folge des Verbotes, sich offiziell parteipolitisch zu betätigen, gründeten sich zahlreiche Tarnorganisationen. In Aachen waren dies u. a. der „Arbeiter-Bildungsverein“ und die „Karnevalsgesellschaft Olymp“.
Krewinkel organisierte zu dieser Zeit zahlreiche „Ausflüge“ seiner Vereine nach Belgien (Eupen, Verviers), um dort in Veranstaltungen reden zu können. Diese politische Arbeit blieb nicht unentdeckt, konnte aber nicht geahndet werden, da die Versammlungen nur vor einer „geschlossenen Gesellschaft“ gehalten wurden – so versuchte man Polizeispitzeln zu entkommen.
Der erste Rednerauftritt von Hubert Krewinkel in Eupen, den er zusammen mit dem in Eupen lebenden Hutmacher Hugo Neumann hielt, fand am 16. Dezember 1888 statt. Der damalige Eupener Polizeikommissar Zickel berichtete in einem Protokoll darüber:
„Kräwinkel und Neumann sprachen je zweimal. Beide gingen bis an die Grenze des Erlaubten bei ihrer Kritik der Altersversorgungs- und Invalidengesetzgebung sowie der Arbeiterschutzgesetze. Ersterer forderte dann die Anwesenden zum Schlusse auf, nächstens auch einem Arbeiter-Candidaten ihre Stimme bei den Wahlen zu geben, da von 2/3 der jetzigen Abgeordneten für die Arbeiter nichts zu erwarten sei.“
In den damaligen Berichten des Eupener Polizeikommissars Zickel taucht der Name Krewinkel immer in der falschen Schreibweise ‚Krähwinkel‘ auf. Seine Werkstatt am „Büchel“ entwickelte sich immer mehr zu einer illegalen Lagerstätte für sozialdemokratische Schriften (z. B. der Sozialdemokrat). Diese schmuggelte Krewinkel meist aus Belgien ein. Erst 1886 hatte die Justiz genug Material gefunden um Hubert Krewinkel vor Gericht zu stellen. Er wurde wegen Vergehens gegen § 19 des Sozialistengesetzes durch das Aachener Landgericht zu einer Gefängnisstrafe von 10 Monaten verurteilt. Eine weitere Verurteilung vom Aachener Landgericht zu zwei Jahren wurde in einem Berufungsurteil in Köln aufgehoben. Die Aachener Polizei war hierüber verärgert und stellte Krewinkel daraufhin unter ständige „besondere Beobachtung“.

## Politische Betätigung nach Aufhebung der Sozialistengesetze 1890
Nach der Überwindung des Sozialistengesetzes konnte Krewinkel offen arbeiten. Ab März 1893 war Krewinkel Vertrauensmann der Aachener SPD. Ab September 1895 Vorsitzender des Aachener Arbeiterbildungsvereins. So nahm er als Delegierter zu den rheinischen Parteitagen in Düsseldorf 1893, Krefeld 1894, Duisburg 1895, Solingen 1896, sowie zu den SPD – Parteitagen 1894 und 1896 teil.
Ab 1897 war er Verleger des „Aachener Volksblattes“. Das Blatt wurde nach seinem Tod von seiner Witwe weiter geleitet.

## Tod und Beerdigung 1898
Bei seiner Beerdigung kam es zu tumultartigen Ausschreitungen mit Gegnern der Sozialdemokratie. Die Zentrumszeitung „Echo der Gegenwart“ sprach nach seiner Beerdigung davon, dass der „Janhagel“ (→ gemeines Volk, niederer Pöbel) sich unchristlich benommen habe und beim Vorbeimarsch des Trauerzuges den Toten beschimpfte und „Hurra“ rief. Verschwiegen wurde allerdings, dass das „Echo“ im Vorfeld deutlich zu diesen Protesten aufrief. Mehrfach wurde der Trauerzug von seinem Ausgangsort am Büchel bis zum Aachener Ostfriedhof am einige Kilometer entfernten Adalbertsteinweg aufgehalten. Der Sarg wurde bespuckt, die Trauernden wurden geschlagen.
Die Polizei wartete auf eine Gegenreaktion der Trauerzugteilnehmer. Zeitzeugen berichten, dass der damalige Polizeikommissar Oellrich einen Pferdebahnkutscher dazu aufrief, seinen Wagen in den Trauerzug zu lenken. Dies fand unter starkem Protest des Kutschers nicht statt. Kurz vor der Einfahrt zum Friedhof wurde der Trauerzug noch einmal überfallen, so dass der Leichenwagen fast umfiel und der Sarg auf den Boden stürzte.
Anwesend war bei der Trauerfeier u. a. auch Ignaz Auer, der seine Grabrede nicht wie geplant auf dem Friedhof, sondern später in einem Frankenberger Bierkeller halten musste. Ignatz Auer in seiner Trauerrede, die am 17. März 1898 von der „Rheinischen Zeitung“ (Ausgabe Nr. 62) zitiert wurde:
„Der Verstorbene hat auch für die gekämpft, die heute noch in thörichter Verblendung seine Leiche gelästert haben. Krewinkel ist todt; auch uns wird Einen nach dem Anderen der Tod ereilen; die Menschen kommen und gehen, aber der Geist, der heute bereits Millionen beherrscht, bleibt und er wird nicht ruhen, bis er sich die Menschen erobert hat und Elend und Niedertracht verschwunden sind!“
Bei Beerdigungen von Aachenern Sozialdemokraten kam es in der Folge mehrfach zu ähnlichen Szenen.
Zu seinem Nachfolger wurde Matthias Schlösser gewählt.